# Samuil Micu
Samuil Micu, supranumit și Klein sau Clain, pe numele laic Maniu Micu, (n. septembrie 1745, Sadu – d. 13 mai 1806,  Buda) a fost un teolog greco-catolic, istoric, filolog, lexicograf și filozof iluminist român, reprezentant al Școlii Ardelene.

## Originea și studiile
A fost nepotul episcopului unit Inocențiu Micu. 
A învățat la Gimnaziul din Blaj, pe care l-a absolvit în anul 1762, după care a intrat în Ordinul bazilian, călugărindu-se sub numele Samuil (14 octombrie 1762). Mai târziu a fost hirotonit ieromonah și a continuat studiile la Seminarul "Buna Vestire" pentru călugări înființat de episcopul unit al Blajului Petru Pavel Aron (1762-1765); trimis apoi la Colegiul „Pazmanian” din Viena pentru studii de filosofie și teologie (1766-1772). Aici studiase logică, metafizică, matematici superioare și elementare, estetică și etica.  
Devine profesor de Etică și Aritmetică în Gimnaziul din Blaj (1772-1777); din nou la Viena ca „prefect de studii” în Seminarul Sancta Barbara (1777-1783), când face intense cercetări cu caracter istoric și își publică primele lucrări: reîntors la Blaj, în mănăstirea „Sf. Treime” (1783-1804), s-a dedicat în  întregime studiilor teologice, istorice, lingvistice și traducerilor și spre sfârșitul vieții devine cenzor al cărților românești care apăreau în Tipografia Universității din Buda (1804-1806).

## Opera
A redactat o serie de lucrări cu caracter istoric și lingvistic, prin care urmărea să informeze pe învățații străini despre originea romană a poporului și a limbii române, despre continuitatea românilor pe teritoriul fostei Dacii și, influențat de iluminism, a militat, în opera sa, pentru egalitatea în drepturi a românilor cu celelalte națiuni din Transilvania, pentru înlăturarea iobăgiei, numărându-se în mod firesc printre autorii cunoscutului memoriu oficial numit Supplex din 1791.
Autor de lucrări teologice și cuvântări, a tradus din Sfinții Părinți răsăriteni, a dat o nouă traducere a Bibliei, în 1795, a doua tipărită în românește, după Biblia de la București (cea a Episcopului Petru Pavel Aron, din 1760-1761, a rămas în manuscris până în anul 2005), și a fost unul din apărătorii vechilor rânduieli și tradiții răsăritene în cadrul Bisericii Române Unite cu Roma, ridicându-se împotriva încercărilor de centralizare ale episcopului Ioan Bob.
Istoria și lucrările și întâmplările românilor (1805) a fost publicată integral abia în anul 1995 de Ioan Chindriș, sub titlul "Istoria românilor", edție princeps după manuscrisul original, cu prefață și note de autor, vol. I-II, Editura Viitorul Românesc, București, 1995.

## Lucrări teologice
- Carte de rogacioni pentru evlavia homului chrestian, Viena, 1779, 87 p.;
- Disertație canonică de matrimonio juxta disciplinam Græcæ Orientalis Ecclesiæ, Viena, 1781, 154 p.;
- Disertatio de juniis Græcæ Orientalis Ecclesiæ, Viena, 1782, 128 p. (trad. rom., Buda, 1828);
- Propovedanie sau învățături la îngropăciunea oamenilor morți, Blaj, 1784, 140 p. (ed. a II-a, Sibiu, 1842, 220 p.; reed. de Ioan Nicorescu, Arad, 1907);
- Theologia moralicească sau Bogoslovia carea cuprinde învățătura năravurilor celor bune și a vieții creștinești din Sf. Scriptură și din Sfinții Părinți culeasă, Blaj, 1796, 303 p.;
- Cartea a doua a Theologiei moralicești carea cuprinde învățătura despre contracturi și osibite datorii a fiștecărui stat și despre darul lui Dumnezeu și Tainele Sfintei Biserici și celelalte, Blaj, 1796, 370 p.;
- Theologia dogmatică și moralicească despre Taine peste tot, Blaj, 1801, 10 + 102p.,
- Alte șapte lucrări despre Sf. Taine, fiecare cu titlul Theologhie dogmatică și moralicească despre Taină, Blaj, 1801-1802, cu peste 1000 p.;
- Acatist sau carte cu multe rugăciuni pentru evlavia fieștecărui creștin, Sibiu, 1801, XVII + 10 + 197 p.;
- Istoria împărecherii între Biserica Răsăritului și a Apusului care s-a făcut pe vremea lui Mihai Cerularie Patriarhul Țăriigradului și a Săborului de la Florenția;
- Carte despre descoperirea cea dumnezeiască, Despre Sfânta Scriptură, Istoria Noului Testament, Carte despre căsătorie (Disertația canonică despre căsătorie după învățătura bisericii greco-orientale, Ediție îngrijită de Andreea Mârza, Prefață de pr. Cristian Barta, Studiu istoric de Laura Stanciu, Studiu teologic de pr. William Bleiziffer, Traducere din limba latină de Andreea Mârza, Transcrierea textului chirilic de Mihai-Alin Gherman, Bibliografie, indici de Andreea Mârza, Editura Mega / Editura Muzeului Național al Unirii Cluj-Napoca / Alba Iulia, 2024, 291 p.).
- De datoriile cinurilor călugărești, Cuvântări bisericești sau Prediche;
- Sancti patris nostri Joannis Damasceni (Titlul studiului, în limba română: Sfântul părintele nostru Ioan Damaschinul).

## Traduceri
- Între anii 1793 și 1795, a tradus și tipărit, la Blaj, Biblia, adecă dumnezeiasca Scriptură a Legii Vechi și a ceii Noao (1240 p.), cu prefața semnată de el, în care menționa că a „îndreptat graiul” Bibliei de la București din 1688, dar o bună parte „din Vechiul Testament, mai mult cel nou, de pre cel elinesc al celor șaptezeci de dascăli i-am tălmăcit”, cuprindea note explicative, locuri paralele, scurte rezumate la fiecare capitol, scurte considerații isagogice la fiecare carte. Folosită de edițiile de mai târziu: Petersburg, 1819, Buzău, 1854-1856 și Sibiu, 1856-1858.
- Thomas a Kempis, De urmarea lui Hristos, Blaj, 1812.
- Lucian din Samosata (publicat de N. Lascu, în CC, an.  XXII, 1942, nr. 1-6).

### Traduceri din Sfinții Părinți (rămase în mss.)
- Sf. Vasile cel Mare: Rânduielile celor ce pusnicește sau singuri sau împreună pre obște petrec, 2 vol. (1780); Cuvinte (1788); Învățături ascetice (1804); Hotărâri scurte cu întrebări și rărpunsuri (1904); Cuvinte între norod zise (1805);
- Sf. Ioan Gură de Aur: Omilii sau Cuvinte în Evanghelia Sf. Iosif, 2 vol. (1797 și 1791 );
- Sf. Ciril al Ierusalimului: Catihises sau învățături către cei ce vin la botez (1798); alte traduceri din Sf. Grigorie Teologul (Cartea despre fugă, Cuvinte);
- Sf. Ciril al Alexandriei, Sf. Efrem Sirul, Sf. loan Scărarul, Sf. loan Damaschinul, Sf. Teodor Studitul. Cuv. Dorotei, Canoanele săboarălor a toată lumea și a celor nameasnice și ale Sfinților Părinți, cele primite în Biserica Răsăritului (1904);
- Istoria bisericească, în 20 vol., a abatelui catolic francez Claude Fleury (1640- 1723) și anume 12 cărți, în 5 vol., care explică faptele petrecute până la mjlocul secolului al IV-lea.

## Lucrări filologico-istorice
- Samuil Micu, Istoria românilor, ediție princeps după manuscrisul original, cu note și comentarii istorice de Ioan Chindriș, I-II, București, 1995, 522+496 [= 1018] pag.
- Elementa linguæ daco-romanæ sive valachicæ, Viena, 1780, 94 p. (în colaborare cu Gheorghe Șincai, prima gramatică românească tipărită și prima cu litere latine); reeditată în 1980: Studiu introductiv, traducerea textelor și note de Mircea Zdrenghea, Cluj Napoca, 1980, XXX + 245 p.;
- Inițiator și redactor al unei mari lucrării lexicografice, care va fi continuată și dezvoltată de mai mulți cărturari și se va tipări la Buda, în 1825, sub titlul Lesicon românesc-latinesc-unguresc-nemțesc, cunoscut și sub numele de Lexiconul de la Buda (partea lucrată de el a fost publicată de László Gáldi sub titlul Dictionarium valachico-latinum, Budapest, 1944).
- Brevis historica notitia originis et progressu nationis Daco-Romanæ seu ut quidem barbaro vocabulo appelant Valachorum ab initio usque ad seculum XVIII (1778). Rămasă în manuscris, a fost publicată fragmentar de A. T. Laurian sub titlul „Historia Daco-Romanorum sive Valachorum”, în „Instrucțiunea Publică”, Iași, 1861, p. 67-118 și în „Foaie pentru minte, inimă și literatură”, XXV, 1 862, nr.11 - 26 și 29 - 30); Scurtă cunoștință a istoriei românilor(1796, rămasă în ms., editată de Cornel Câmpeanu, București, 1963, XLIX + 237 p.);
- Responsum ad Josephi Caroli Eder - în Supplicem Libellum Valachorum Transilvaniæ iuxta numeros ad ipso positos (ms. publicat de I. Pervain, in Studii de literatură română, Cluj, 1971, p. 44-72); Istoria românilor cu întrebări și răspunsuri (1791, ms.),
- Istoria, lucrurile și întâmplările românilor, acum într-acest chip așezate și din multi vechi și noi scriitori culeasă și scrisă, 4 tomuri I. Istoria românilor din Dacia. II. Istoria domnitorilor Țării Românești III. Istoria domnitorilor Țării Moldovei. IV.
- Istoria bisericească a Episcopiei românilor din Ardeal (rămasă în ms.; Un scurt fragment publicat în „Calendarul” de la Buda din 1806, p. 35-72, reprodus de C. Câmpeanu, op. cit., p. 131-157);
- Părți de lucrări de istorie bisericească publicate de T. Cipariu, în Acte și fragmente, Blaj, 1855;
- Cunoștință pe scurt a istoriei bisericești (ed. de Arhim. Veniamin Micle), în ST, an.  XXVII, 1975, nr. 5 - 6,7 - 8 și 9 - 10; an. XXVIII, 1976, nr. I - 2 și 7 - I 0; an. XXIX, 1977, nr.  I - 2 și 5 - 8; an.  XXX, 1978, nr. 1 - 2, 3 -4, 5 - 8 și 9 - 10 (apoi în volum, sub titlul: Istoria bisericească Transliterare de pe manuscrisul original, studiu  introductiv, note și glosar de... Mănăstirea Bistrița, 1993, 296 p.);
- Hronologia împăraților turcești, carii după împărații grecești au urmat la Țarigrad (ms.);
- Statuta sau legile scaonelor săsești din Ardeal care în toate judecățile și  rânduielile politicești să țin în scaonele săsești (mss. 1802).

## Lucrări de filosofie
- Loghica adecă partea cea cuvântătoare a filosofiei, tradusă după Fr. Chr. Baumeister, Buda, 1799, 205 p.;
- Legile firei, ithica și politica sau filosofia cea lucrătoare, 2 vol., după același, Sibiu, 1800, 428 p.;
- Învățătura metafizicii și învățătura politicească (mss.);
- Filosofia, etica sau morala (mss.) - editate de Dumitru Ghișe și Pompiliu Teodor sub titlul: Samuil Micu, Scrieri filozofice, București, 1966.

## Memoria
- Numeroase școli, precum și străzi din municipiile Cluj, Sibiu, Sighișoara și Timișoara îi poartă numele.